# La bella e la bestia (colonna sonora)
La bella e la bestia (Beauty and the Beast: Original Motion Picture Soundtrack) è la colonna sonora del film Disney La bella e la bestia, uscito nel 1991.

## Produzione
Durante gli anni '70 e '80, la Walt Disney Animation Feature si sforzò di rilasciare lungometraggi animati che potessero raggiungere i livelli di successo di alcune delle produzioni precedenti dello studio. Nel 1989, Walt Disney Pictures produsse il film La sirenetta, un musical animato caratterizzato dalle canzoni scritte da Howard Ashman e dal compositore Alan Menken: la Sirenetta fu un enorme successo critico e commerciale. 
Sperando di rilasciare un film che ottenesse successo simile, lo studio decise di adattare la fiaba "La bella e la bestia" di Jeanne-Marie Le Prince de Beaumont in un film d'animazione.                                                                 Dopo il tentativo dello studio di adattare la fiaba in un film animato non musicale sotto la direzione di Richard Purdum, il CEO di Disney, Jeffrey Katzenberg, insoddisfatto della regia del film, ne ordinò la cancellazione e la totale riscrittura del soggetto, questa volta sotto forma di un musical. Oltre ad assumere uno sceneggiatore, Katzenberg reclutò Ashman e Menken per scrivere le canzoni del film.

## Il disco
La prima parte del disco, che va dalla traccia 2 alla 9, contiene i brani cantati, con musiche composte da Alan Menken e testi di Howard Ashman. La seconda metà del disco contiene musica strumentale composta da Menken. Per quanto riguarda il genere, la gran parte del disco può essere considerata come musical, con brani in cui si risente l'influenza della musica classica, del pop, della musica francese e della musica di Broadway.
Accreditata ad Artisti Vari, la colonna sonora contiene le interpretazioni di molti degli attori che hanno preso parte al doppiaggio del film, come Paige O'Hara, Richard White, Jesse Corti, Jerry Orbach, Angela Lansbury e Robby Benson, a cui si aggiungono Céline Dion e Peabo Bryson, che interpretano un riadattamento della title track.

## Copertina
La copertina è dell'artista Drew Struzan, autore anche della locandina del film.

## Premi e candidature
La musica del film ha vinto diversi premi, tra cui il Golden Globe per la migliore colonna sonora originale nel 1992, l'Oscar alla migliore canzone nel 1992 e il Grammy Award per la miglior musica per la miglior composizione strumentale scritta per un film cinematografico o televisivo nel 1993. Il singolo Beauty and the Beast ha vinto il Golden Globe per la migliore canzone originale, l'Oscar alla migliore canzone, il Grammy Award alla miglior canzone scritta per un film, televisione o altri media audio-visivi e il Grammy Award alla miglior interpretazione vocale di gruppo.

## Tracce

### Versione originale
Musica di Alan Menken, testi di Howard Ashman. 
1. Prologue (Score) – 2:26
2. Jesse Corti, Paige O'Hara, Richard White, coro – Belle – 5:09
3. O'Hara – Belle (Reprise) – 1:05
4. Corti, White, coro – Gaston – 3:40
5. Corti, White, coro – Gaston (Reprise) – 2:04
6. Angela Lansbury, Jerry Orbach, coro – Be Our Guest – 3:44
7. Lansbury, David Ogden Stiers, Orbach, O'Hara, Robby Benson – Something There – 2:19
8. Corti, Lansbury (parlato), Stiers (parlato), Orbach (parlato), Kimmy Robertson (parlato), O'Hara (parlato), Rex Everhart (parlato), White, Benson (parlato), coro – The Mob Song – 3:30
9. Lansbury – Beauty and the Beast – 2:46
10. To the Fair (Score) – 1:58
11. West Wing (Score) – 3:42
12. The Beast Lets Belle Go (Score) – 2:22
13. Battle on the Tower (Score) – 5:29
14. Transformation (Score) – 5:47
15. Céline Dion & Peabo Bryson – Beauty and the Beast (Duetto) – 4:04

### Versione italiana
1. Nando Gazzolo – Prologo – 2:26
2. Carlo Lepore, Marjorie Biondo – Il racconto di Belle – 5:08
3. Biondo – Il racconto di Belle (Ripresa) – 1:05
4. Lepore, Elio Pandolfi – La canzone di Gaston – 3:09
5. Lepore, Pandolfi – La canzone di Gaston (Ripresa) – 2:02
6. Vittorio Amandola – Stia con noi – 3:44
7. Gianni Vagliani, Isa Di Marzio, Biondo, Massimo Corvo, Amandola – Uno sguardo d'amore – 2:18
8. Angiolina Quinterno, Leslie La Penna, Mino Caprio – Ritornare umano – 4:54
9. Lepore – Attacco al castello – 3:28
10. Di Marzio – La bella e la bestia – 2:45
11. Alan Menken – Andando alla fiera – 1:57
12. Menken – L'ala ovest del castello – 4:23
13. Menken – La bestia libera Belle – 2:21
14. Menken – Duello sulla torre – 5:27
15. Menken – Trasformazione – 5:48
16. Gino Paoli e Amanda Sandrelli – La bella e la bestia (duetto) – 4:04